# Aubert (Viella y Medio Arán)
Aubert (oficialmente en occitano Aubèrt) es una población del municipio de Viella y Medio Arán que cuenta con 210 habitantes, situado en la comarca del Valle de Arán en el norte de la provincia de Lérida (España). 
Dentro del Valle de Arán forma parte del tercio de Marcatosa.
Se encuentra a una altitud de 912 metros, situado a pie de la carretera N-230 a 4 kilómetros de la localidad de Viella dirección a Francia. Cerca de Aubert se encuentran las poblaciones de Vila y Betlán.

## Monumentos y lugares de interés
- Iglesia del Rosario, de estilo románico-barroco, construida entre los siglos XII y XIII, con un campanario octogonal del siglo XVI.[3]

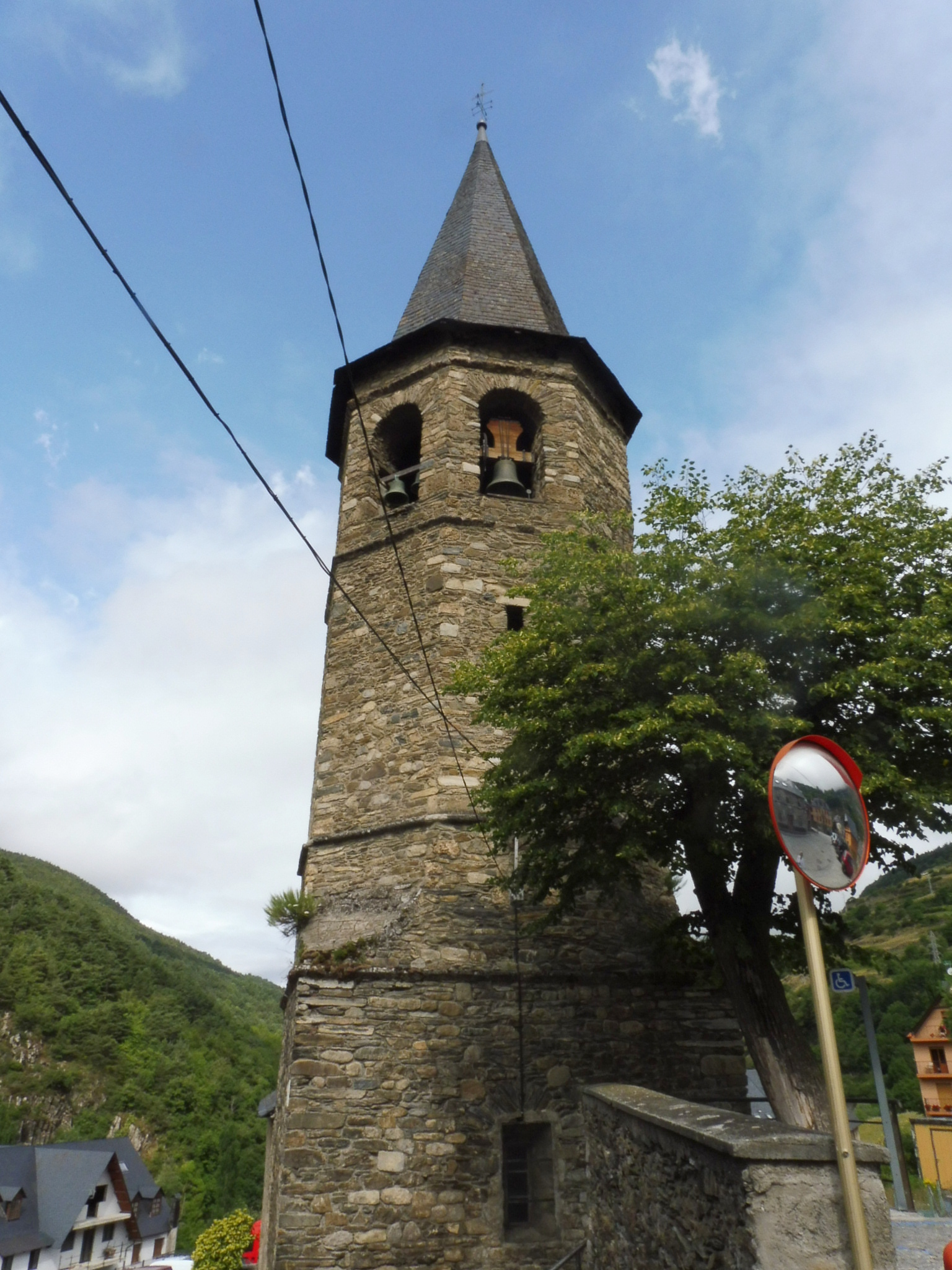
Vista del campanario de la iglesia del Rosario